# Spaceman
Spaceman és una pel·lícula dramàtica de ciència-ficció nord-americana de 2024 dirigida per Johan Renck i escrita per Colby Day. Està basat en la novel·la Spaceman of Bohemia del 2017 de Jaroslav Kalfař. Protagonitzada per Adam Sandler, Carey Mulligan, Kunal Nayyar, Isabella Rossellini i Paul Dano, segueix un astronauta enviat en missió a la vora del sistema solar que es troba amb una criatura que l'ajuda a resoldre els seus problemes terrenals.
Spaceman es va estrenar al 74è Festival Internacional de Cinema de Berlín el 21 de febrer de 2024 i va rebre una estrena limitada a les sales el 23 de febrer de 2024 abans del seu debut en streaming per Netflix l'1 de març de 2024. Ha estat subtitulada al català.

## Repartiment
- Adam Sandler com a Jakub Procházka
- Carey Mulligan com a Lenka Procházka,
- Paul Dano com la veu de Hanuš
- Kunal Nayyar com a Peter
- Isabella Rossellini com a Commissari Tuma
- Lena Olin com a Zdena

## Producció
L'octubre de 2020, Netflix va anunciar que la novel·la Spaceman of Bohemia seria adaptada pel guionista Colby Day a un llargmetratge homònim dirigit per Johan Renck i protagonitzat per Adam Sandler. L'abril de 2021, Carey Mulligan es va afegir al repartiment i la pel·lícula es va retitular Spaceman. El 19 d'abril de 2021 es va anunciar que Paul Dano i Kunal Nayyar es van unir al repartiment.
El rodatge va començar el 19 d'abril de 2021 a la ciutat de Nova York i va acabar l'1 de juliol de 2021 a la República Txeca. A la República Txeca, el rodatge va tenir lloc a Praga i els voltants de la regió de la Bohèmia Central del país.
Max Richter va compondre la banda sonora. El 22 de febrer de 2024, una cançó Don’t Go Away, una col·laboració entre Richter i la banda nord-americana Sparks, que apareix a la pel·lícula, es va publicar als serveis de streaming.